# Souzy
Souzy é uma comuna francesa na região administrativa de Auvérnia-Ródano-Alpes, no departamento de Ródano. Estende-se por uma área de 5,09 km². Em 2010 a comuna tinha 836 habitantes (densidade: 164,2 hab./km²).